# Chakla'ut u-fituach
Chakla'ut u-fituach (hebrejsky: חקלאות ופיתוח‎, arabsky: زراعة وتطوير‎, doslova Zemědělství a rozvoj) je bývalá izraelská politická strana izraelských Arabů existující v letech 1951–1961.

## Okolnosti vzniku a ideologie strany
Strana byla založena před volbami roku 1951 jako nová politická formace izraelských Arabů spřízněná s dominantní židovskou levicovou stranou Mapaj. Ve volbách získala 1,1 % hlasů a jedno křeslo, které obsadil Fáras Hamdán. Pro svou blízkost k vládní straně Mapaj se Chakla'ut ve-pituach po volbách stala součástí vládní koalice. Ve volbách roku 1955 zachoval svůj podíl voličských hlasů na 1,1 % a opět obdržela jeden poslanecký mandát pro Fárase Hamdána. I nadále byla součástí vládní většiny. Ve volbách roku 1959 strana získala opětovně 1,1 % a jedno křeslo v Knesetu. Poslancem se nyní stal Mahmúd an-Nášaf. Setrvala ve vládní koalici. Ve volbách roku 1961 strana nekandidovala a zanikla.